# Epocilla aurantiaca
Epocilla aurantiaca là một loài nhện trong họ Salticidae.
Loài này thuộc chi Epocilla. Epocilla aurantiaca được Eugène Simon miêu tả năm 1885.